# 쥐 (만화)
《쥐: 한 생존자의 이야기》(Maus: A Survivor's Tale)는 아트 스피겔먼의 만화 소설로, 폴란드의 유대인인 그의 아버지가 전체주의 정권인 나치독일의 폭력들중 하나인 유대인 학살에서 살아나는 과정을 그렸다. 이 책은 또한 그와 그의 아버지의 관계문제와 전쟁과 유대인 학살이라는 폭력이 그의 가족에 가져다준 영향을 보여주고 있다. 1992년에 퓰리처 특별상을 받았는데, 특별상을 준 이유는 위원회가 이를 소설로 봐야 할지 전기로 봐야 할지 결정하지 못했기 때문이다. 쥐는 만화로서는 최초로 퓰리처상을 수상하는 영예를 안았다.

## 줄거리
아트 스피겔먼은 아버지 블라덱 스피겔먼(Vladek Spiegelman, 브와디스와프 슈피겔만)의 삶을 만화로 그리기 위해 몇 년간 수 차례에 걸쳐 그와 녹취 인터뷰를 한다.
유대인인 블라덱과 그의 아내, 안야 스피겔먼 (Anja Spiegelman)은 나치 정권 하의 독일에서 어렵게 숨어살다가 밀고로 발각되어 아우슈비츠 수용소로 끌려갔다. 수용소에서 그는 많은 죽음과 학살을 보았다.
만화는 또한 아트가 아버지와 인터뷰를 할 당시(1970년대~1980년대) 스피겔먼 가족의 삶을 다룬다. 작품은 특히 작가 자신의 눈에 비친 아버지 블라덱의 모습과 아버지 당신이 이야기하는 과거의 모습을 대비시키고 있다. 블라덱은 나치 반유대주의의 직접적인 피해자임에도 불구하고 흑인에 대한 인종적인 편견을 가지고 있다. 그는 돈을 쓰는데에 너무 인색하여 다른 가족들을 힘들게 하기도 한다.
본래 책은 수용소 이전 이야기를 다룬 1권(1986년 발간)과 그 후의 이야기를 다룬 2권(1991)으로 나뉘어서 출판되었다.

## 동물 표현
스피겔먼은 서로 다른 민족을 서로 다른 동물로 그렸다. 유대인은 쥐로, 독일인은 고양이로, 프랑스인은 개구리로, 폴란드인은 돼지로, 미국인은 개로, 스웨덴인은 순록으로, 영국인은 물고기로, 유대인과 더불어 나치독일의 인종학살 피해자인 집시는 나방으로 그렸다. 의인화는 다른 만화에서도 자주 등장하는 것이지만, 유대인과 폴란드인을 각각 쥐와 돼지로 그린 부분은 나치의 선전물과도 일치하기 때문에 2차세계대전 피해국가인 폴란드에서는 이 책의 출판이 지연되기도 했다.

## 한국에서의 출판
쥐는 원래 2권으로 나뉘어 출판되었는데 한국에서는 이것이 1권 《아버지에게 맺혀 있는 피의 역사》(My Father Bleeds History), 2권 《여기서 나의 고난은 시작됐다》(And Here My Troubles Began)라는 제목으로 출판되었다. 번역자는 번역가 권희섭과 권희종이다.
- 1권 ISBN 89-88404-31-9
- 2권 ISBN 89-88404-32-7

이후 2014년에 2권을 합본으로 합치고 양장본으로 된 합본이 2014년 6월에 출간되었다.
- 합본 ISBN 978-89-9851-505-8

## 같이 보기
- 다하우 강제 수용소
- 나치 강제 수용소
- 홀로코스트
- 아트 스피겔먼